# Alessandro Tanara
Alessandro Tanara (ur. 14 listopada 1680 w Bolonii, zm. 29 kwietnia 1754 w Rzymie) – włoski kardynał.

## Życiorys
Urodził się 14 listopada 1680 roku w Bolonii, jako syn Franchiotta Tanary i Vittorii Malvezzi. Następnie został elektorem Trybunału Obojga Sygnatur i audytorem Roty Rzymskiej. 28 października 1734 roku przyjął święcenia diakonatu. 9 września 1743 roku został kreowany kardynałem diakonem i otrzymał diakonię Santa Maria in Aquiro. Zmarł 29 kwietnia 1754 roku w Rzymie.